# Ángel Marcos Salas
Ángel Marcos Salas (Madrid, 1904 - Tolosa de Llenguadoc, 1988) va ser un sindicalista espanyol.

## Biografia
Va néixer a Madrid en 1904, en el si d'una família obrera. Ferroviari de professió, Marcos Salas va ser membre de la Confederació Nacional del Treball (CNT).
El juliol del 1936, després de l'esclat de la Guerra civil, va ser nomenat membre del Comitè Confederal en l'Estació Central de Madrid i poc després es va fer càrrec d'una centúria de la columna «Del Rosal». Posteriorment va passar a formar part del comissariat polític de l'Exèrcit Popular de la República. Va arribar a exercir com a comissari de les brigades mixtes 30a, 80a i 140a, prenent part en la batalla de l'Ebre. Després del final de la contesa va marxar a l'exili a França, on va ser internat en un camp de concentració.
Va passar a viure a Tolosa de Llenguadoc, on continuaria desenvolupant diverses activitats en el si de la CNT fins a la seva defunció en 1988.